# Bulbophyllum clavatum
Bulbophyllum clavatum é uma espécie de orquídea (família Orchidaceae) pertencente ao gênero Bulbophyllum. Foi descrita por Louis Marie Aubert Du Petit-Thouars em 1822.